# Джорджіан Де Арраскаета
Джорджіа́н Даніє́ль Де Арраскае́та Бенеде́тті (ісп. Giorgian Daniel De Arrascaeta Benedetti, нар. 1 червня 1994, Нуево-Берлін) — уругвайський футболіст, півзахисник клубу «Фламенго» та національної збірної Уругваю.

## Клубна кар'єра
Народився 1 червня 1994 року в місті Нуево-Берлін. Вихованець футбольної школи клубу «Дефенсор Спортінг», в яку прийшов у віці 13 років. З 2012 року став виступати в основному складі «Дефенсора», дебютувавши 21 жовтня в грі з «Данубіо» (3:1), провівши на полі 28 хвилин. Всього в рідному клубі провів три сезони, взявши участь у 52 матчах чемпіонату.
У липні 2013 року в іспанській пресі з'явилися чутки, що Джорджіан може перейти в «Севілью» або «Барселону». Проте в січні 2015 року Де Арраскаета підписав п'ятирічний контракт з бразильським «Крузейру». З командою став володарем Кубка Бразилії 2017 року та чемпіоном штату Мінас-Жерайс у наступному році.

## Виступи за збірні
Протягом 2012—2014 років залучався до складу молодіжної збірної Уругваю. 2013 року з командою до 20 років став бронзовим призером молодіжного чемпіонату Південної Америки та срібним призером молодіжного чемпіонату світу. Всього на молодіжному рівні зіграв у 20 офіційних матчах, забив 4 голи.
8 вересня 2014 року дебютував в офіційних іграх у складі національної збірної Уругваю, вийшовши на заміну в товариському матчі проти збірної Південної Кореї і відзначився результативною передачею на Хосе Марію Хіменеса. Цей гол став переможним для «селесте».
Наступного року у складі збірної був учасником розіграшу Кубка Америки 2015 року у Чилі, отримавши № 10, який раніше носила легенда національної збірної Дієго Форлан. Перед самим початком турніру 6 червня 2015 року Де Арраскаета забив свій перший гол за збірну у товариській грі проти Гватемали (5:1) в Монтевідео. На самому ж турнірі Джорджіан зіграв лише в одній грі, вийшовши на заміну в матчі групового етапу проти Ямайки (1:0), після перемоги над якою збірна вийшла до чвертьфіналу, поступившись там майбутнім тріумфаторам турніру чилійцям.
У травні 2018 року Де Арраскаета був включений у розширений список з 26 гравців для участі у чемпіонаті світу 2018 року в Росії.

## Статистика виступів

### Статистика клубних виступів
| Сезон                         | Команда                       | Чемпіонат                     | Чемпіонат | Чемпіонат | Національний кубок | Національний кубок | Національний кубок | Континентальні кубки | Континентальні кубки | Континентальні кубки | Інші змагання | Інші змагання | Інші змагання | Усього | Усього |
| Сезон                         | Команда                       | Ліга                          | Ігор      | Голів     | Ліга               | Ігор               | Голів              | Ліга                 | Ігор                 | Голів                | Ліга          | Ігор          | Голів         | Ігор   | Голів  |
| ----------------------------- | ----------------------------- | ----------------------------- | --------- | --------- | ------------------ | ------------------ | ------------------ | -------------------- | -------------------- | -------------------- | ------------- | ------------- | ------------- | ------ | ------ |
| 2012–13                       | «Дефенсор Спортінг»           | ПД                            | 15+1      | 3+0       | -                  | -                  | -                  | -                    | -                    | -                    | -             | -             | -             | 16     | 3      |
| 2013–14                       | «Дефенсор Спортінг»           | ПД                            | 26        | 7         | -                  | -                  | -                  | КЛ                   | 12                   | 2                    | -             | -             | -             | 38     | 9      |
| 2014-15                       | «Дефенсор Спортінг»           | ПД                            | 11        | 6         | -                  | -                  | -                  | -                    | -                    | -                    | -             | -             | -             | 11     | 6      |
| Усього за «Дефенсор Спортінг» | Усього за «Дефенсор Спортінг» | Усього за «Дефенсор Спортінг» | 53        | 16        |                    | -                  | -                  |                      | 12                   | 2                    |               | -             | -             | 65     | 18     |
| 2015                          | «Крузейру»                    | ЛМ+A                          | 8+23      | 4+4       | КБ                 | 2                  | 0                  | КЛ                   | 10                   | 1                    | -             | -             | -             | 43     | 9      |
| 2016                          | «Крузейру»                    | ЛМ+A                          | 10+31     | 2+9       | КБ                 | 9                  | 2                  | -                    | -                    | -                    | ПЛ            | 2             | 1             | 52     | 14     |
| 2017                          | «Крузейру»                    | ЛМ+A                          | 12+8      | 4+1       | КБ                 | 10                 | 2                  | ПАК                  | 2                    | 0                    | ПЛ            | 3             | 2             | 35     | 9      |
| Усього за «Крузейру»          | Усього за «Крузейру»          | Усього за «Крузейру»          | 30+62     | 10+14     |                    | 21                 | 4                  |                      | 12                   | 1                    |               | 5             | 3             | 130    | 32     |
| Усього за кар'єру             | Усього за кар'єру             | Усього за кар'єру             | 145       | 40        |                    | 21                 | 4                  |                      | 24                   | 3                    |               | 5             | 3             | 195    | 50     |

## Досягнення
- Володар Кубка Бразилії: 2017, 2018, 2022, 2024
- Чемпіон штату Мінас-Жерайс: 2018
- Чемпіон Бразилії: 2019, 2020
- Володар кубка Лібертадорес: 2019, 2022
- Переможець Ліги Каріока: 2019, 2020, 2021, 2024
- Володар Рекопи Південної Америки: 2020
- Володар Суперкубка Бразилії: 2020, 2021, 2025

Збірна Уругваю
- Бронзовий призер Кубка Америки: 2024[11]

### Індивідуальні
- Найкращий новачок чемпіонату Уругваю: 2012/13[12]